# Lost Weekend
|  | Denne artikel er oprettet af botten PalnaBot ud fra en ekstern database. Den kan derfor have sproglige fejl eller mangler. Denne skabelon kan fjernes efter kontrol af indholdet. |

Lost Weekend er en kortfilm fra 1999 instrueret af Dagur Kári efter manuskript af Dagur Kári.